# Steinar skald
I Skáldskaparmál (47) citeras en halvstrof av en Steinar skald (Steinarr skáld), som handlar om en kvinna som bedragit honom. Vem denne Steinar var är ovisst, men enligt filologen Guðmundur Þorláksson kan det knappast ha rört sig om någon annan än den Helgu-Steinar Torarinsson (Þórarinsson), som enligt Landnamsboken var dotterson till den store furstelovskalden Glum Geirason. Helgu-Steinar var hovskald hos kung Olof Haraldsson av Norge och reste, enligt Fostbrödrasagan under namnet Gest med Tormod Kolbrunarskald till Grönland för att hämnas Torgeir Håvarsson. Gests identitet avslöjades då en bonde vid namn Grim, hos vilken Gest fått vinterhärbärge, i en dröm fick en uppenbarelse av kung Olof Haraldsson (senare Olof den helige), som berättade för honom att «den utländske man som varit gäst hos dig i vinter och som kallar sig Gest, heter i verkligheten Steinar och går under namnet Helgu-Steinar. Han är isländare och for till Grönland för att hämna Torgeir Håvarssons fall. Men fastän Steinar är en rivande och hårdför karl lär det knappt bli honom förunnat att hämnas Torgeir, och hans hårdförhet blir till bättre gagn på annat ställe.» Vilket "ställe" kungen hade i åtanke får vi aldrig veta, ty Steinar försvinner härmed ur sagan – och ur historien. Dock hinner han för Grim bekräfta att drömmen var sann. Varför Steinar kallades Helgu-Steinar (Helgas Steinar) förklaras inte. Hans mor hette Torgerd (Þorgerðr). Kanske fick han namn efter den kvinna som bedrog honom och om vilken han diktade ett bittert kväde, ur vilket Snorre Sturlasson 200 år senare citerade en halvstrof.
Det är också möjligt – men av stilistiska skäl mindre sannolikt – att halvstrofen i Skáldskaparmál diktats av Steinar Anundsson (Steinarr Önundarson), om vilken berättas i Kormaks saga och i Egils saga (84-88).